# Pilotrichum coronatum
Pilotrichum coronatum là một loài rêu trong họ Pilotrichaceae. Loài này được (Hook. f. & Wilson) Müll. Hal. mô tả khoa học đầu tiên năm 1851.